# Peter Mann
Peter Mann est un athlète allemand, né le 10 octobre 1939, adepte de la course d'ultrafond, ayant réalisé moins de 7 heures aux 100 km.

## Biographie
Peter Mann a réalisé moins de 7 heures aux 100 km de Hanau-Rodenbach en 1986.

## Records personnels
Statistiques de Peter Mann d'après la Deutsche Ultramarathon-Vereinigung (DUV) :
- 50 km route : 3 h 17 min 50 s aux 100 km de Hanau-Rodenbach en 1987 (50 km split)
- 100 km route : 6 h 55 min 44 s aux 100 km de Hanau-Rodenbach en 1986
- 6 heures route : 68,536 km aux 6 h Ultraloop de Stein en 1998
- 12 heures route : 144,881 km aux 12 h de Moreuil en 1991
- 24 heures route : 258,108 km aux 24 h d'Apeldoorn en 1986